# کاخ آپادانای شوش
کاخ آپادانای شوش قصر زمستانی تو کاخ اصلی داریوش بزرگ بوده‌است. این کاخ به دستور داریوش بزرگ شاهنشاه هخامنشی در حدود سال‌های ۵۱۵_۵۲۱ پیش از میلاد در شوش (شهر باستانی) روی آثار و بقایای ایلامی بنا نهاده شد.
این کاخ در حفاری‌های بین سال‌های ۱۳۱۱ تا ۱۳۱۴ از زیر خاک بیرون آورده شد و پس از ۷۰ سال در تاریخ ۱۰ مهر ۱۳۸۰ در آثار ملی ایران به شمارهٔ ۳۹۸۱ به ثبت رسید.

## پیشینه
کاخ آپادانای شوش در زمان داریوش بزرگ در حدود سال‌های ۵۲۱ تا ۵۱۵ پیش از میلاد و به دستور او بر روی آثار و بقایای ایلامی در شوش بنا شد. دیوارهای این کاخ از خشت با نمای آجری و ستون‌های آن از سنگ است. دیوارهای داخلی آن با آجر لعاب‌دار پوشیده شده‌بود و دارای نقش‌های سربازان گارد جاویدان، شیر بالدار و گل نیلوفر آبی بوده‌است.
بخش‌های مهمی از این کاخ در زمان اردشیر یکم، شاهنشاه هخامنشی (۴۶۱ پیش از میلاد) دچار آتش‌سوزی شد و در زمان اردشیر دوم (۳۵۹ پیش از میلاد) بازسازی شد.
سرانجام این کاخ مانند سایر کاخ‌های هخامنشی در زمان حملهٔ اسکندر به کلی ویران شد.

## ویژگی‌ها

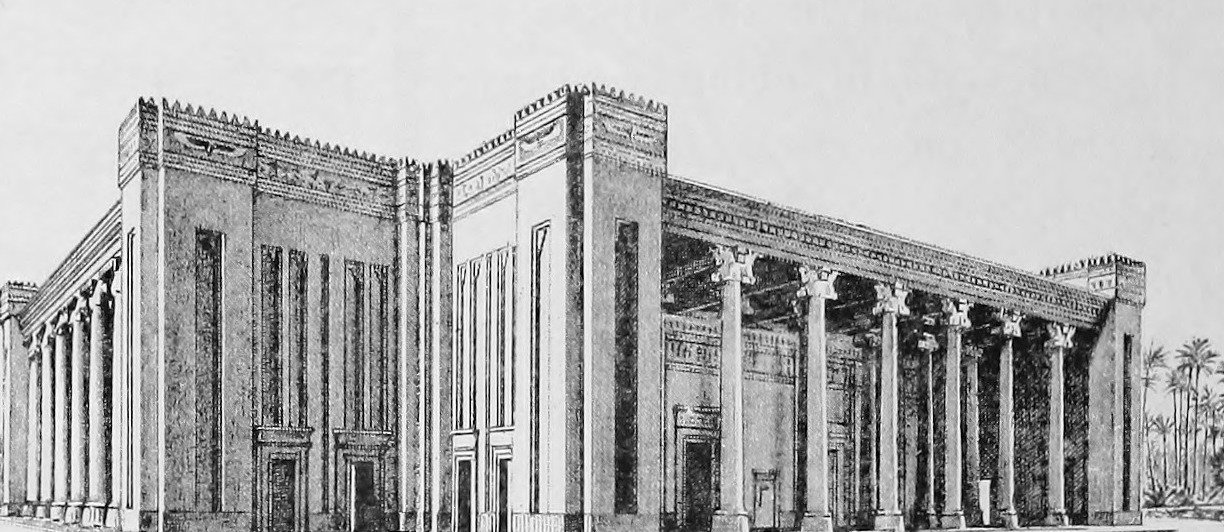
نگاره بازآفرینی‌شده کاخ آپادانای شوش در سال ۱۹۰۳

کاخ داریوش واحدهای مختلفی  ازجمله تالار بار‌عام، حرم‌سرا، دروازه و کاخ پذیرایی و همچنین سه حیاط مرکزی دارد. دیوارهای داخلی کاخ با آجر لعابدار منقوش با طرح‌های سپاه جاویدان، شیر بالدار و نقش گل نیلوفر آبی مزین بوده‌اند که بقایای به‌جای‌ماندهٔ آن‌ها در موزه‌های خارجی و داخلی نگهداری می‌شوند.
مساحت تالار یا کاخ آپادانا ۱۰۴۳۴ متر است. این کاخ که بارگاه یا آپادانه نامیده شده توسط اردشیر دوم تجدید بنا شده‌است. طرح کاخ بنایی کوشک مانند با ۳ ایوان ستوندار در جبهه شمالی ، شرقی و غربی آن است. تالار مرکزی با ابعاد ۵۸ در ۵۸ متر است و دارای ۳۶ ستون می‌باشد. ارتفاع ستونها حدوداً ۲۰ متر است و با ستون‌های کله گاوی شکل ساخته شده‌است. ایوان‌ها هر کدام دارای دو ردیف ستون ۶ تایی می‌باشند.
از کلیه مجموعه کاخ ۱۱۰ اتاق و تالار مکشوف گردیده است. شش حیاط که سه تای آن‌ها بسیار بزرگ دور یک محور شرقی و غربی قرار گرفته اند، در داخل مجموعه کاخ‌ها وجود داشته‌اند که به وسیله یک راهروی بزرگ به بخش شمالی مربوط می گردیده است. سه حیاط کوچکتر در بخش شمالی مجموعه کاخ قرار داشته‌اند. اتاق‌ها و ساختمان‌های مختلف کاخ به وسیله این حیاط‌ها روشنایی گرفته و تهویه می‌شدند.

## کاوش‌ها و تخریب‌ها
در سال ۱۸۸۰ میلادی (۱۲۵۹ هجری خورشیدی)، یک گروه از باستان‌شناسان فرانسوی این کاخ را از دل خاک بیرون کشیده و ستون‌ها و سر ستون‌های کاخ را با اره بریدند و به فرانسه منتقل کردند و امروزه در شوش، فقط چند زیرستون وجود دارد و کاخ به شکل سابقش وجود ندارد. بیش‌تر اشیا خارج شده، اکنون در موزه لوور نگهداری می‌شوند.
ژان دیولافوا در کتاب خاطراتش می‌گوید:
 دیروز گاو سنگی بزرگی را که در روزهای اخیر پیدا شده‌است با تاسف تماشا می‌کردم، در حدود دوازده هزار کیلو وزن دارد! تکان دادن چنین تودهٔ عظیمی غیرممکن است. بالاخره نتوانستم به خشم خود مسلط شوم، پتکی بدست گرفتم و بجان حیوان سنگی افتادم. ضرباتی وحشیانه به‌او زدم. سر ستون در نتیجه ضربات پتک مثل میوهٔ رسیده از هم شکافت ...

## نگارخانه

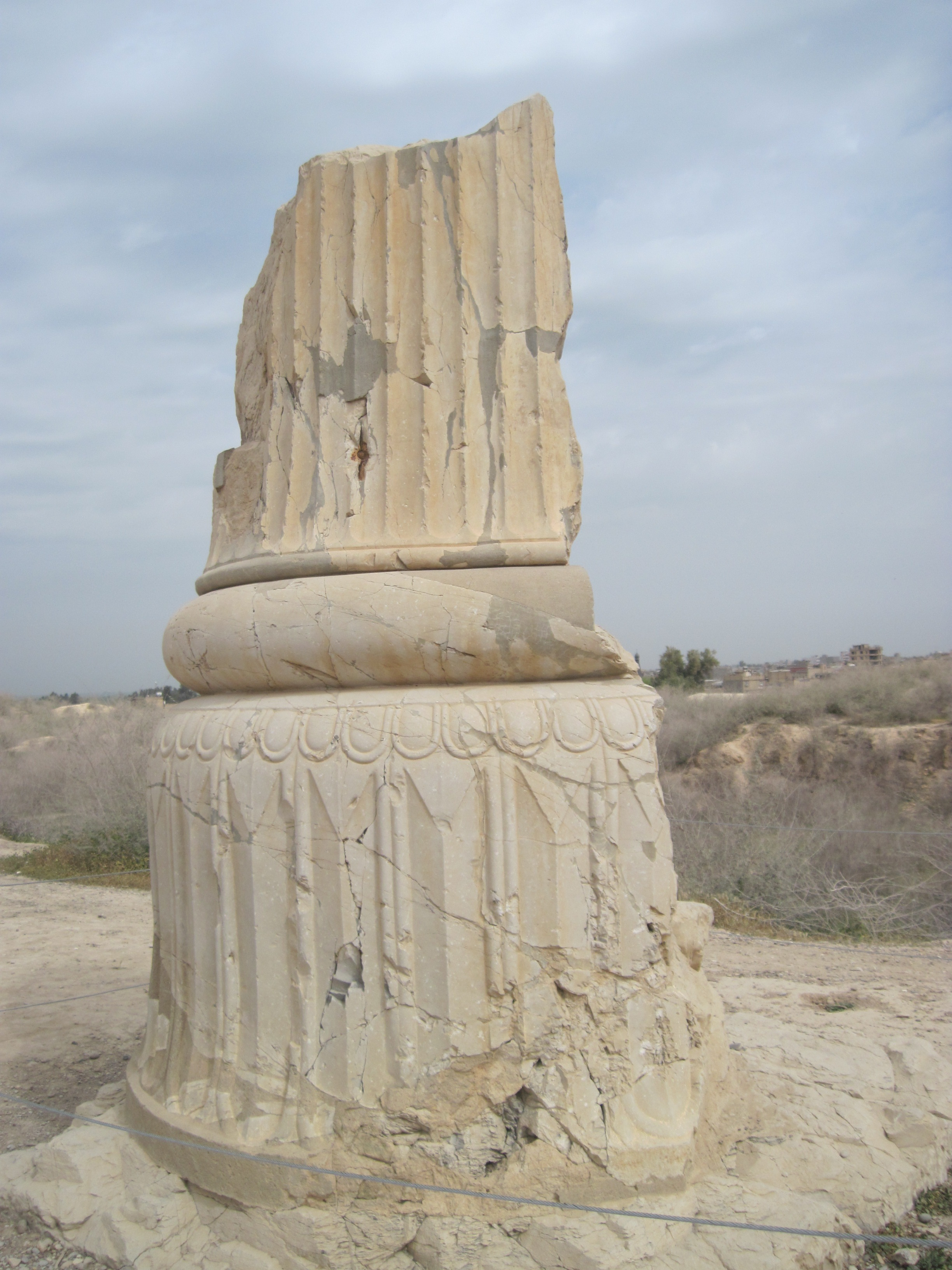
بقایای ستون کاخ آپادانای شوش
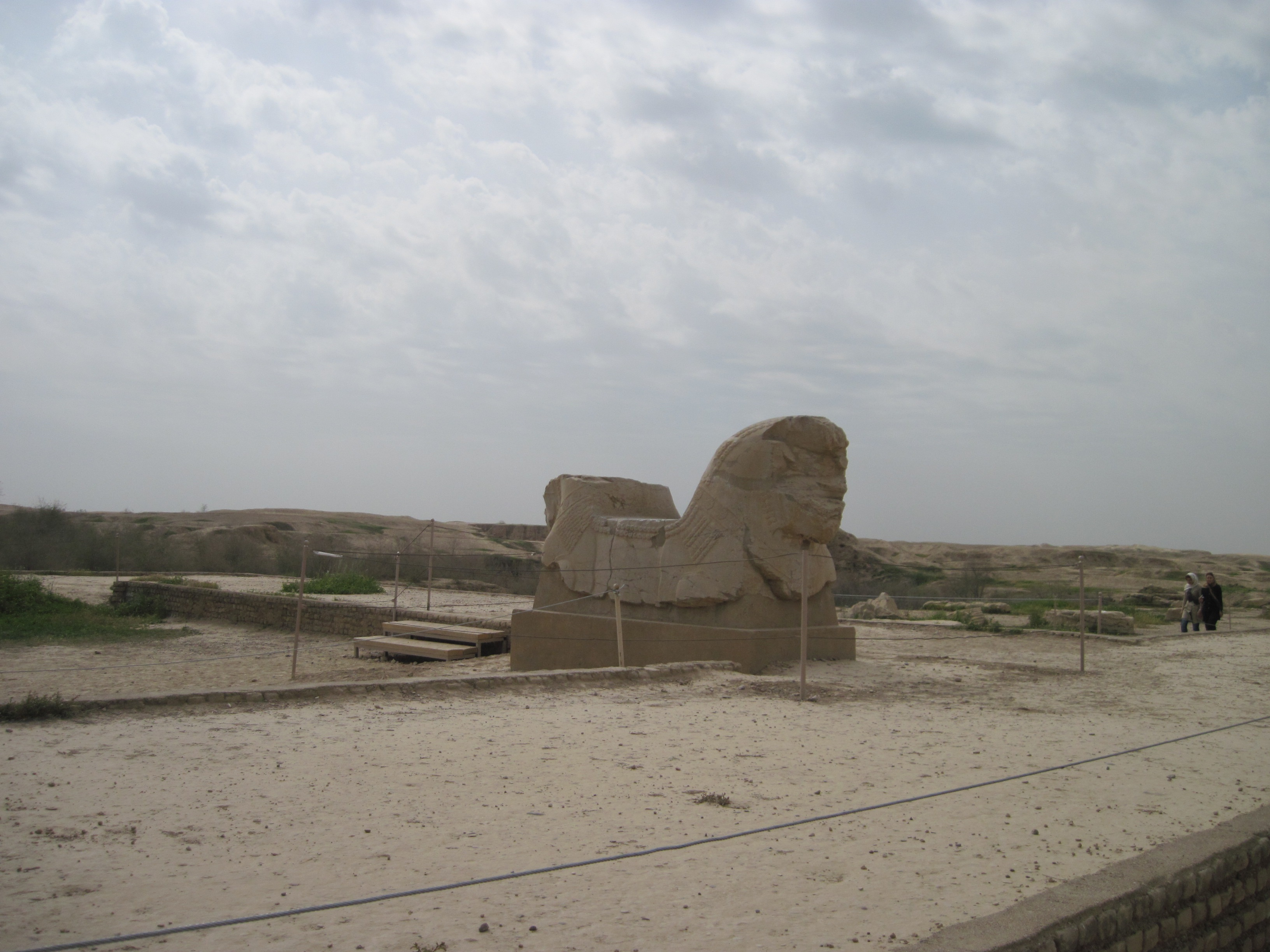
بقایای سرستون کاخ آپادانای شوش
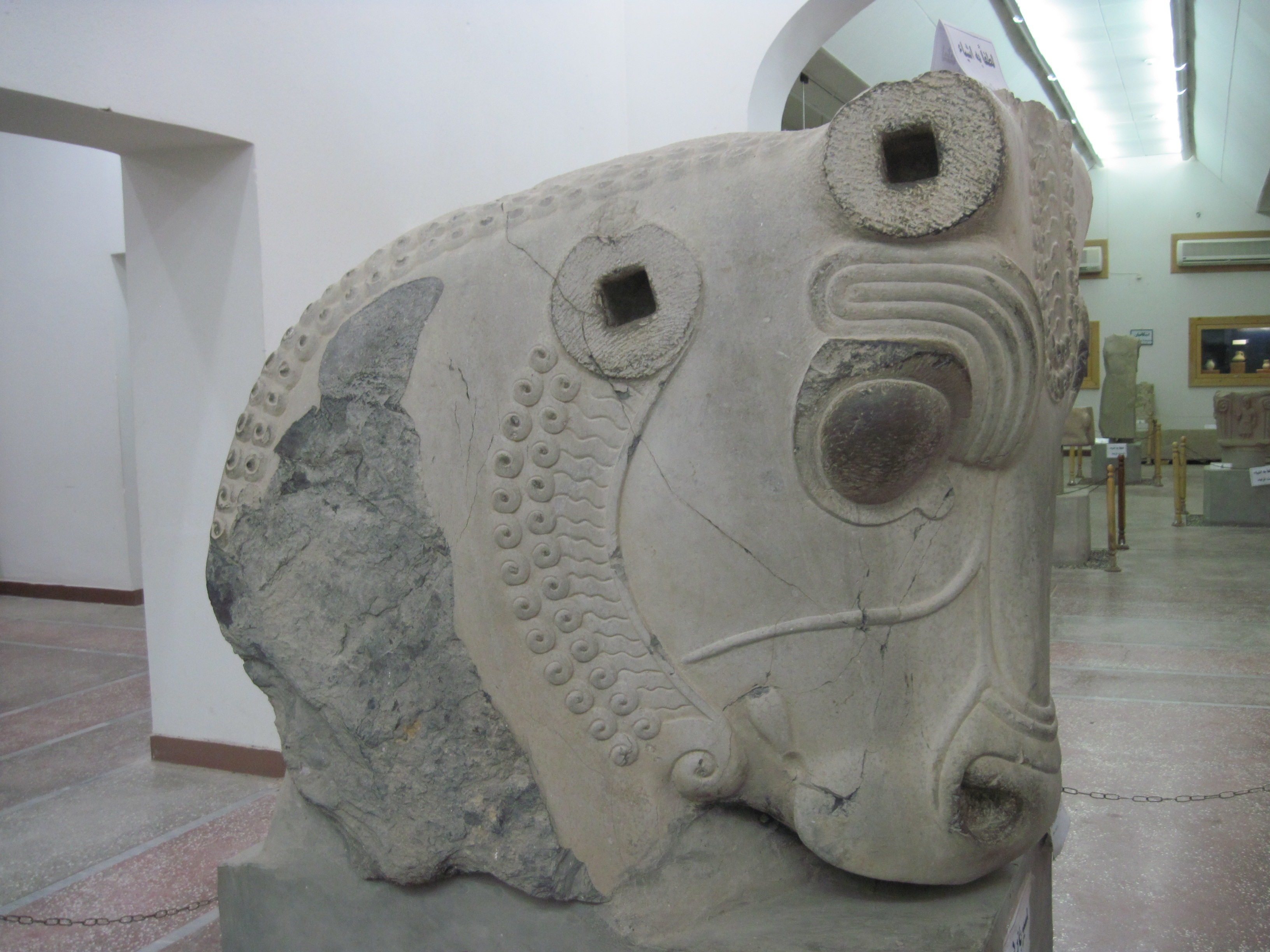
بقایای سرستونی از کاخ آپادانای شوش واقع درموزه شوش
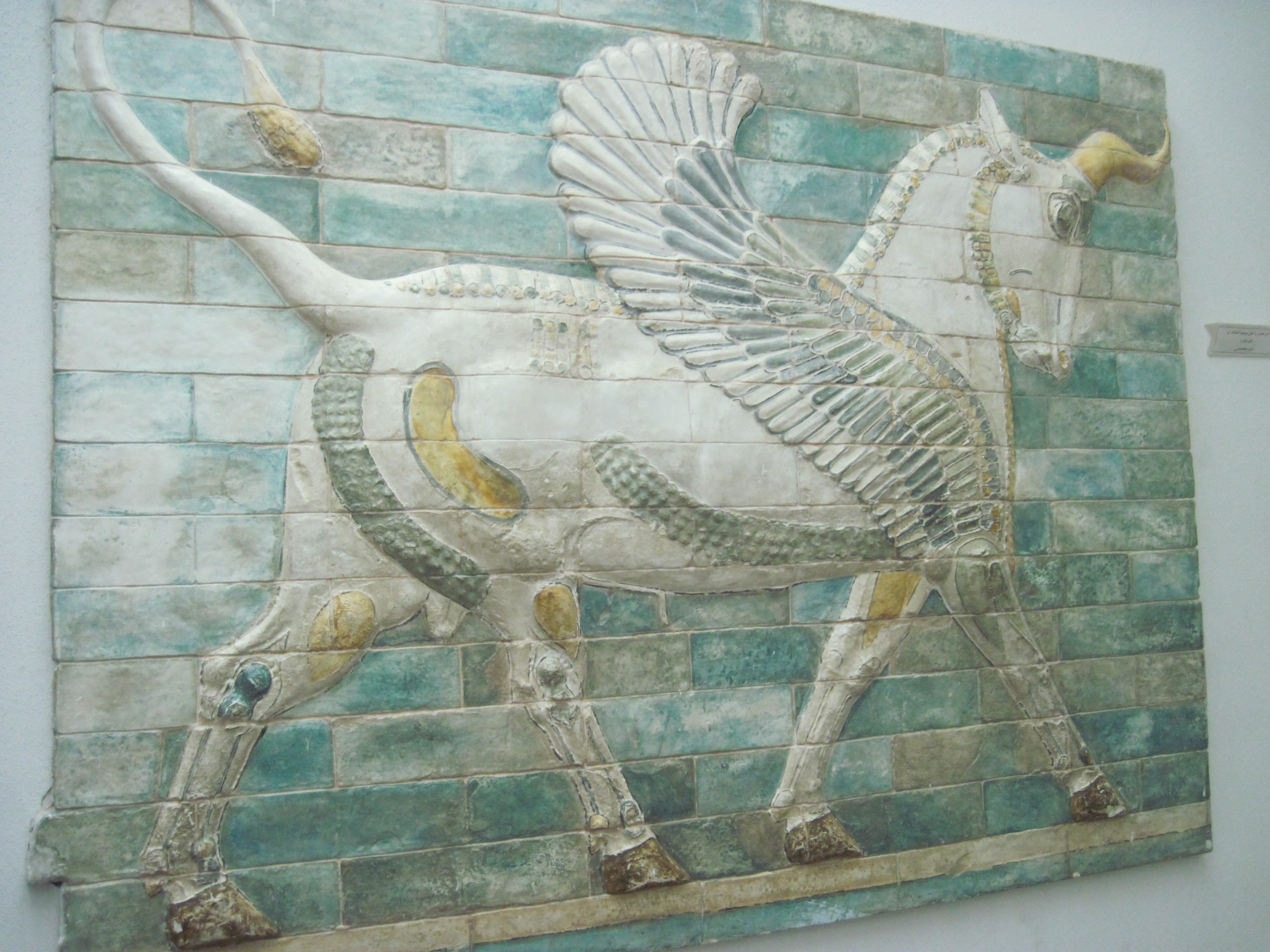
همانندی از دیوار کاخ آپادانای شوش واقع در موزه شوش
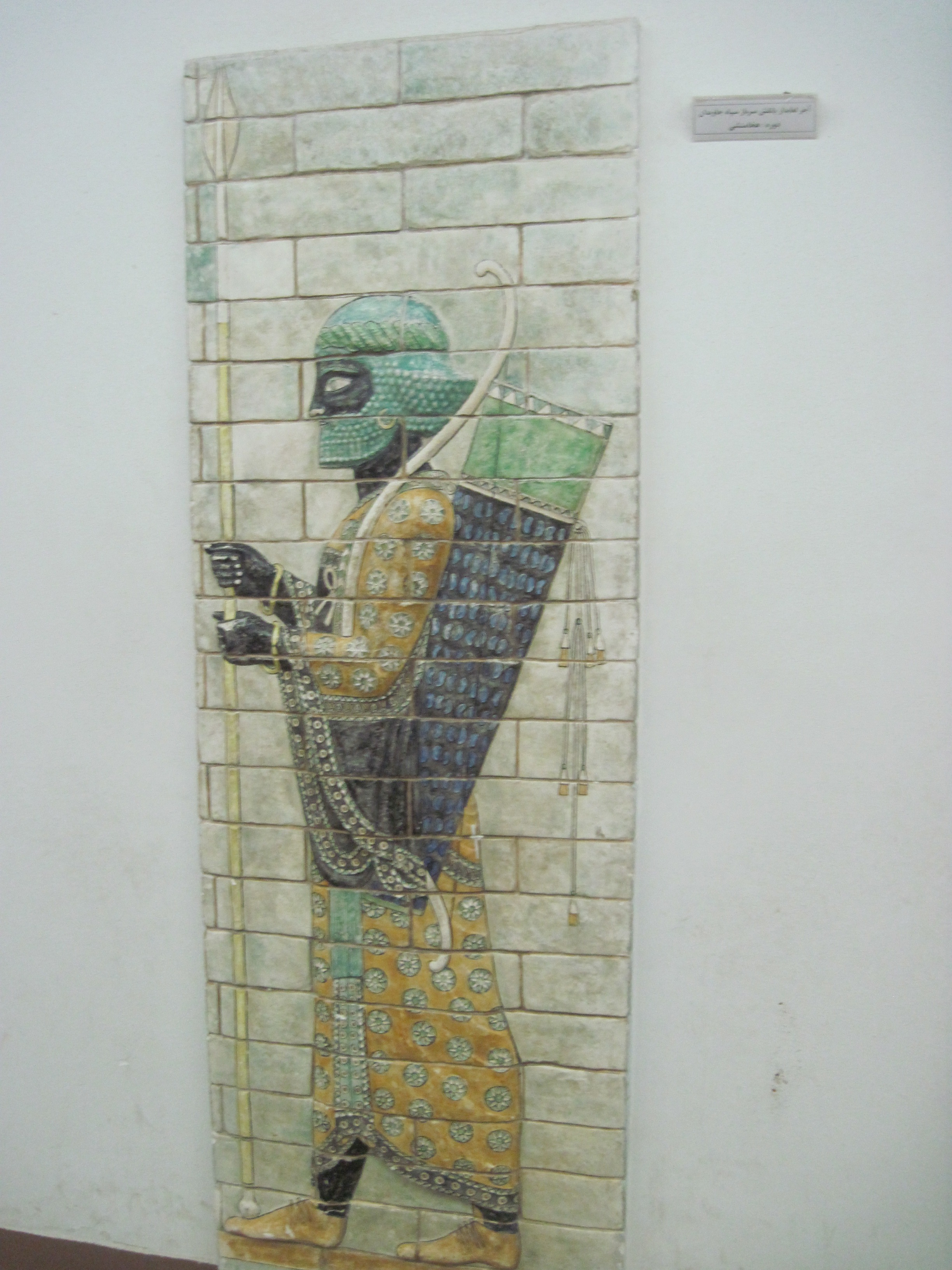
همانندی از دیوار کاخ آپادانای شوش واقع در موزه شوش
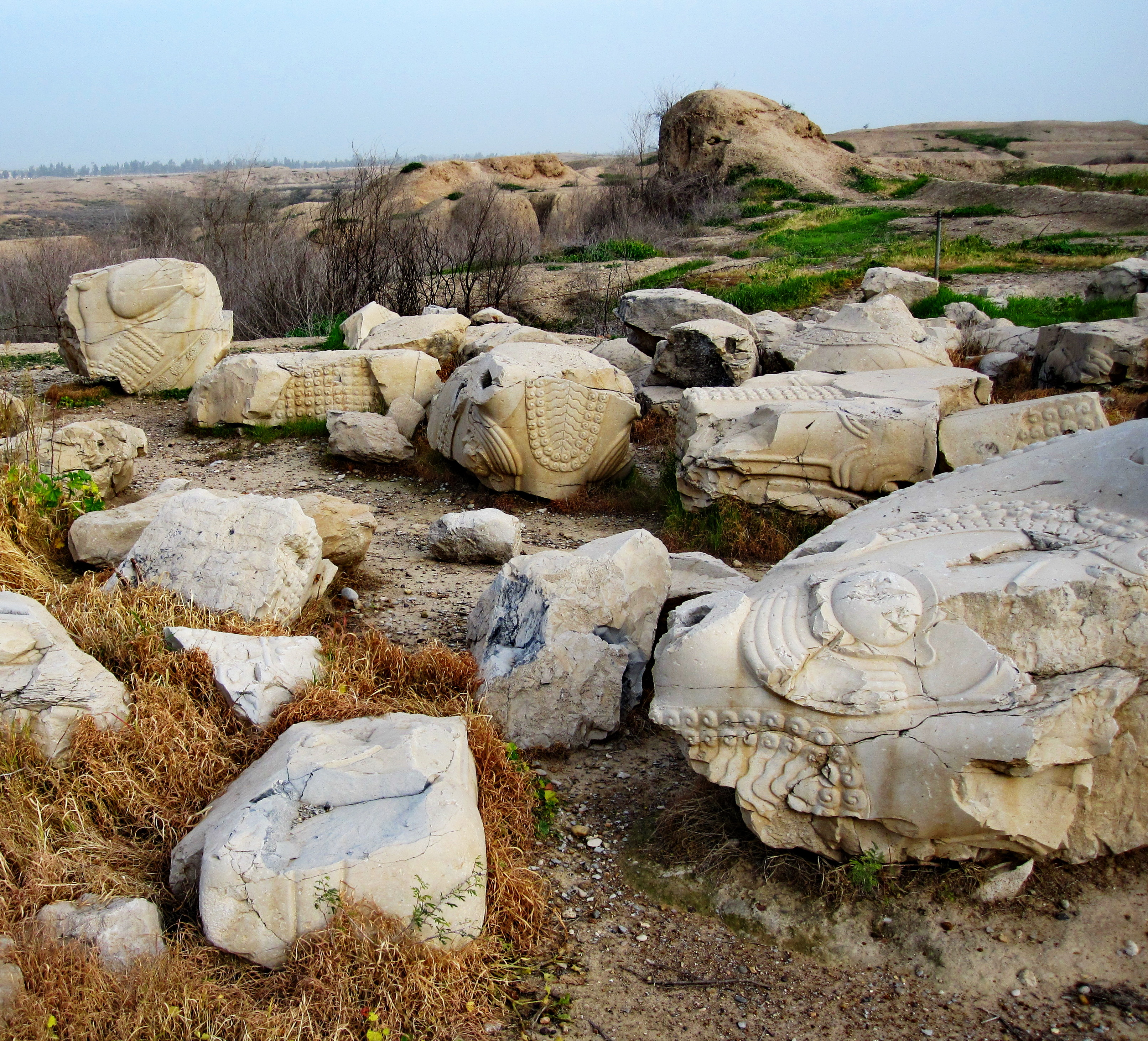
خرابه‌های آپادانا در شوش
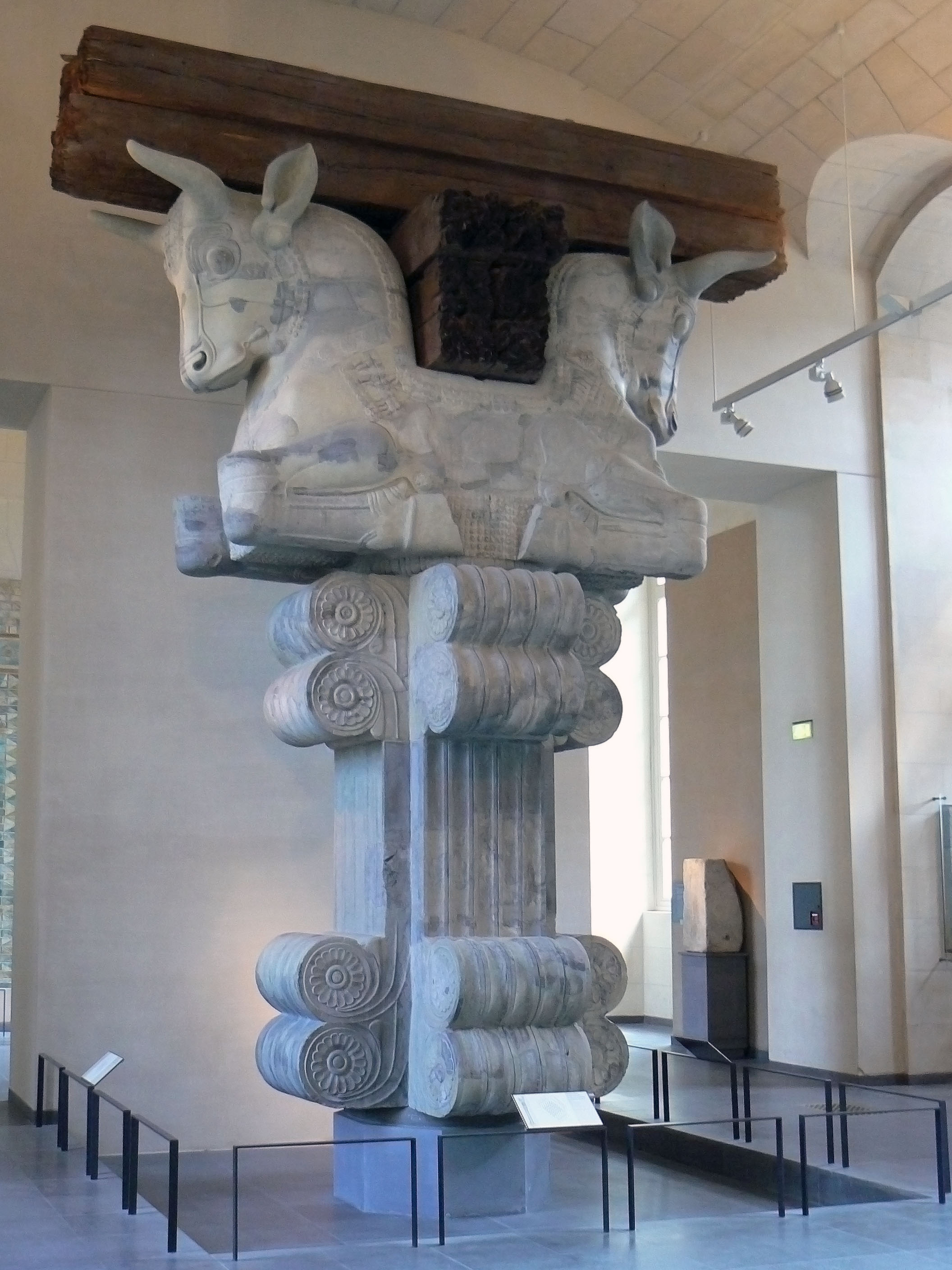
سرستون آپادانا در موزه ی لوور پاریس
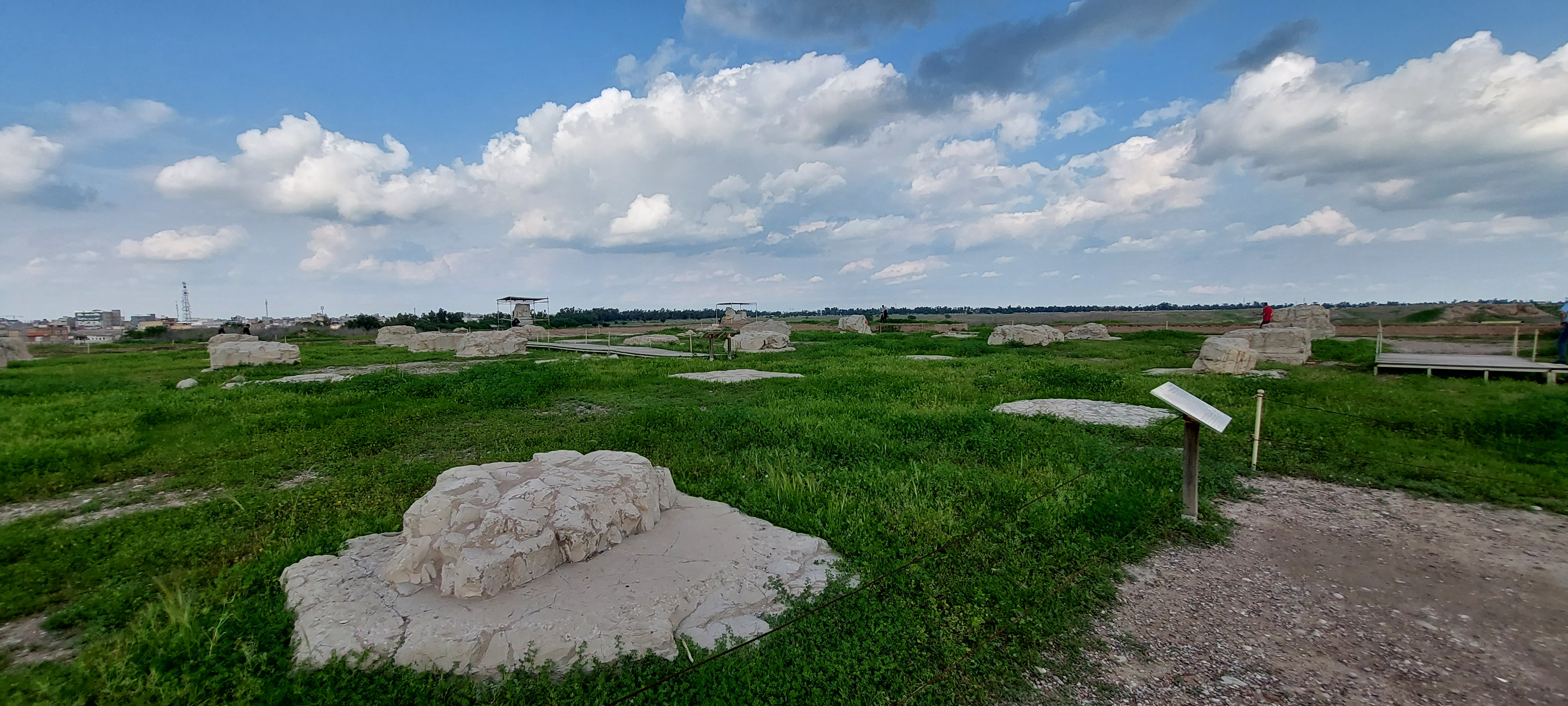
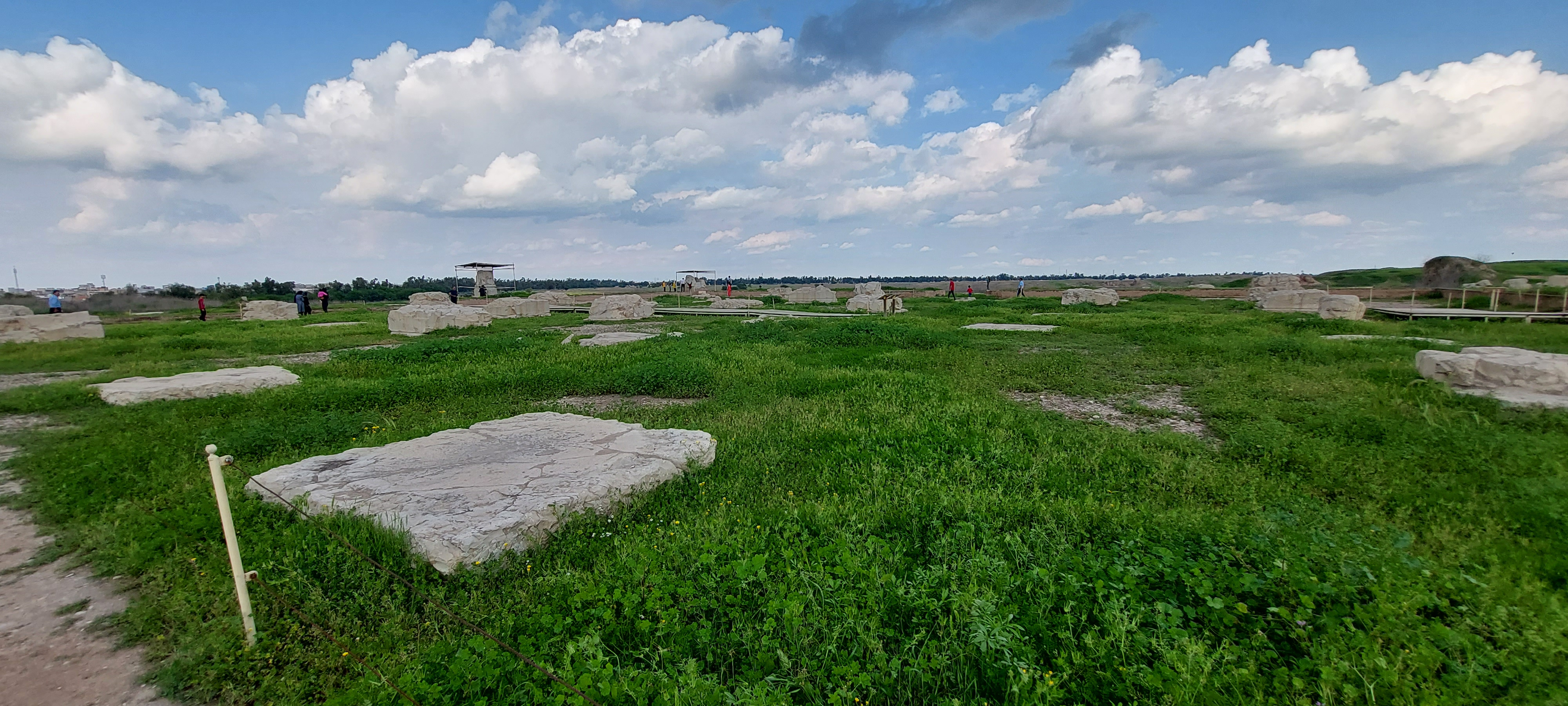
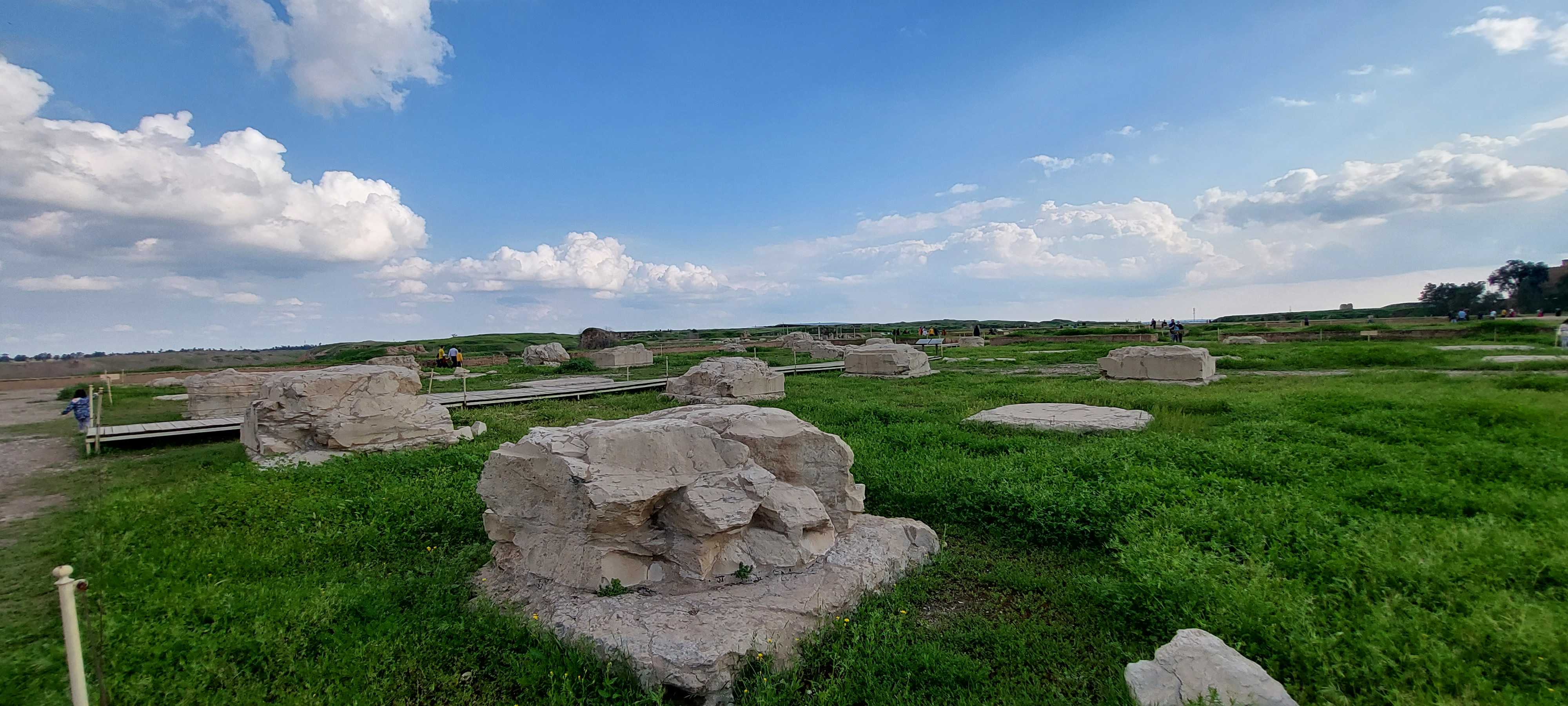
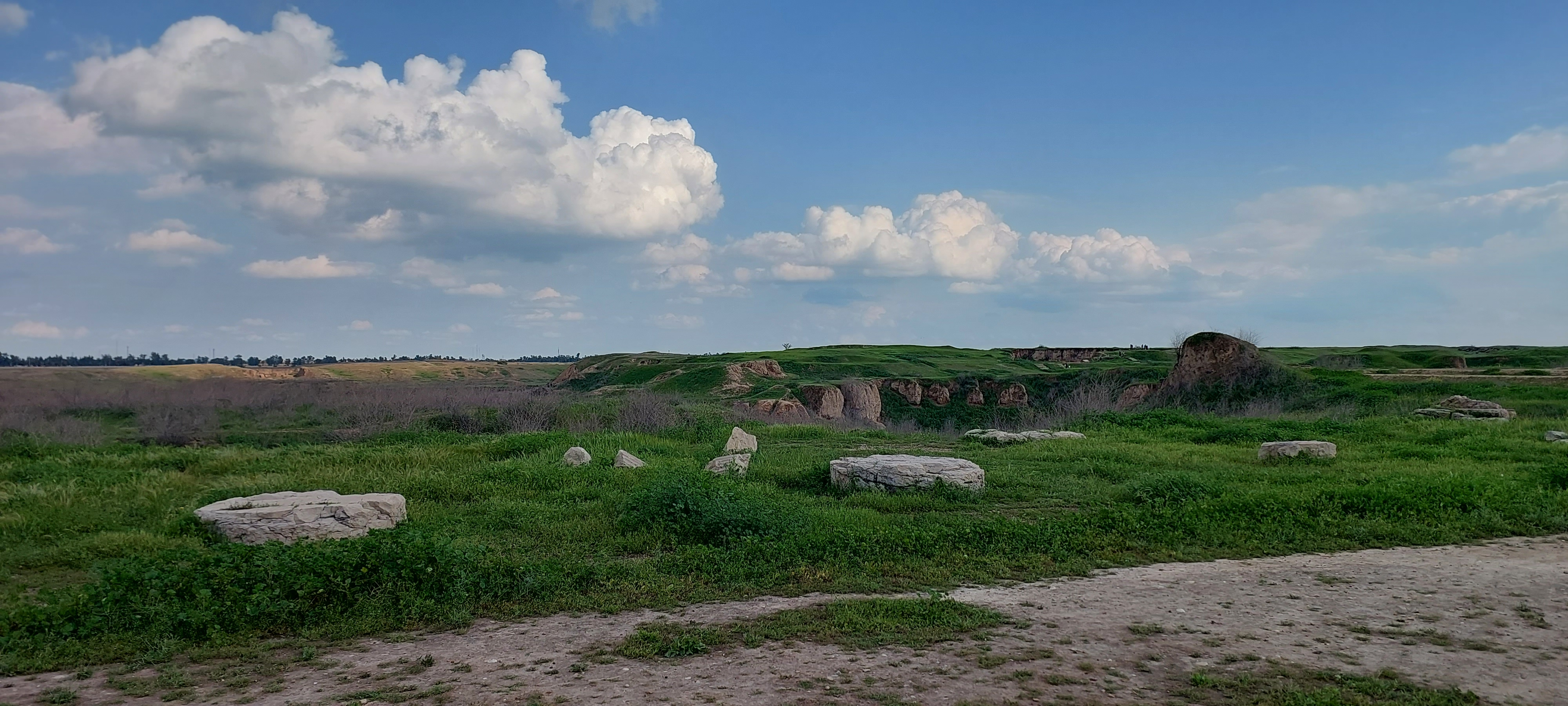